# Ferenc Nyers
Ferenc Nyers noto anche come Nyers II (Freyming-Merlebach, 3 marzo 1927 – 10 luglio 2021) è stato un calciatore apolide di origine ungherese e nativo della Francia.

## Biografia
Era il fratello minore di István Nyers, calciatore che ha militato in Italia negli anni '50.

## Palmarès

### Club

#### Competizioni nazionali
- Campionato francese: 1

Saint-Etienne: 1956-1957
- Supercoppa francese: 1

Saint-Etienne: 1957